# Dendrochilum filiforme
Dendrochilum filiforme är en orkidéart som beskrevs av John Lindley. Dendrochilum filiforme ingår i släktet Dendrochilum och familjen orkidéer.
Artens utbredningsområde är Filippinerna. Inga underarter finns listade i Catalogue of Life.

## Bildgalleri

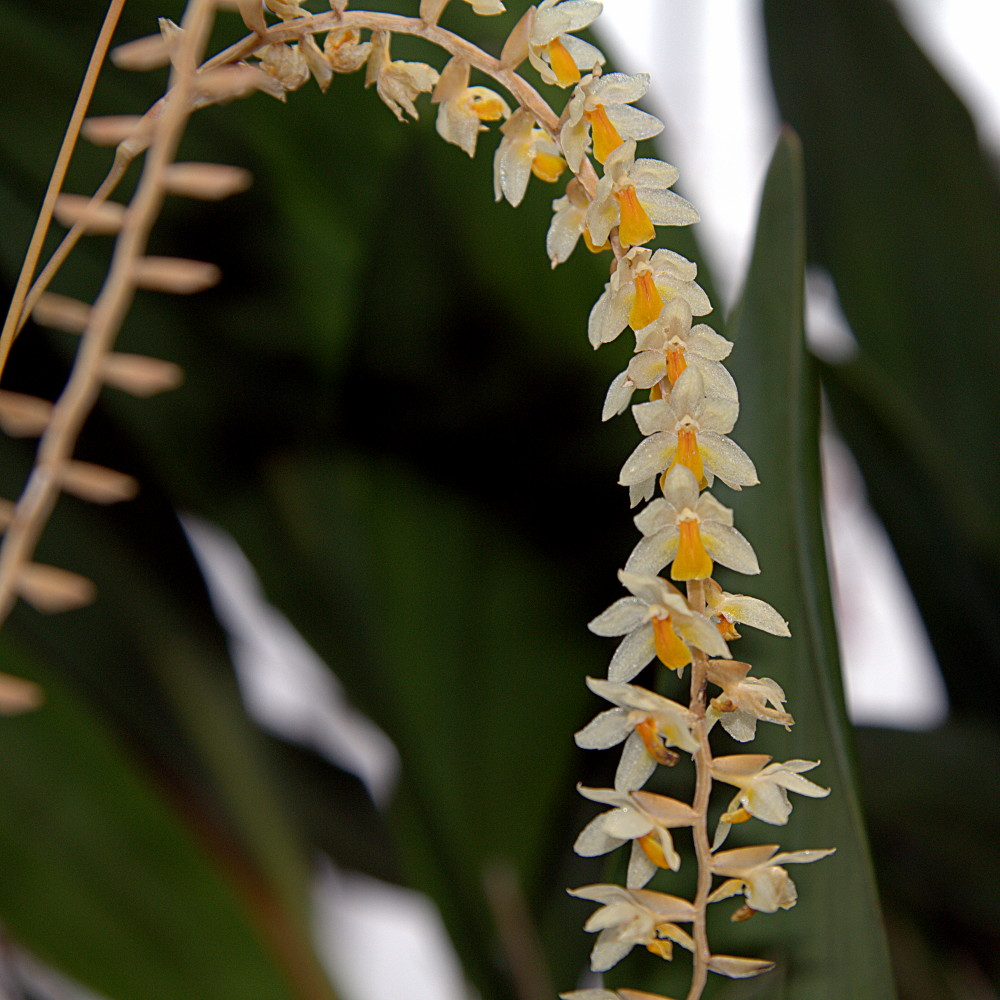